# Brunnhäuser in München

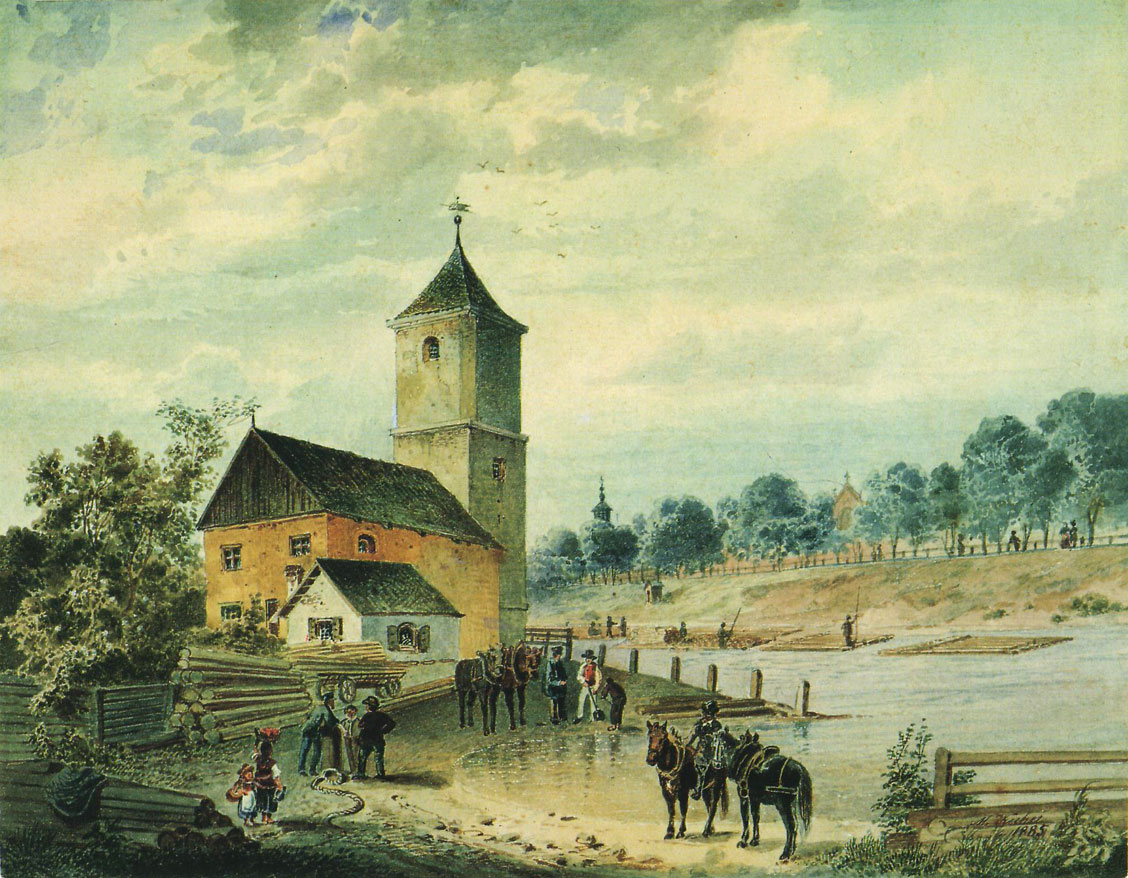
Brunnhaus an der Oberen Lände, Gemälde von Max Kühn, 1886

Die Münchner Brunnhäuser waren wasserkraftbetriebene Pumpwerke in München, die der Trinkwasserversorgung der Stadtbevölkerung und des Hofes dienten. Sie waren die früheste Form der Münchner Wasserwerke.

## Geschichte
Die zahlreichen Münchner Stadtbäche, die in dem niedriger gelegenen Ostteil der Münchner Altstadt flossen, dienten seit dem Mittelalter der Brauchwasserversorgung und der Energiegewinnung. Auch zum Füllen der Wassergräben der Münchner Stadtbefestigung und zum Entsorgen von Abfällen wurden die Bäche verwendet. Trinkwasser wurde dagegen über Zieh- und Pumpbrunnen aus dem Grundwasser gewonnen.
1422 begann man damit Quellen am rechten Isarhang in „Wasserstuben“ zu fassen. 1467 bis 1471 wurde die erste Rohrleitung aus durchbohrten Holzstangen von Thalkirchen aus in die Altstadt verlegt. Sie speiste dort einen Laufbrunnen auf dem Marienplatz, einen Vorgänger des heutigen Fischbrunnens.

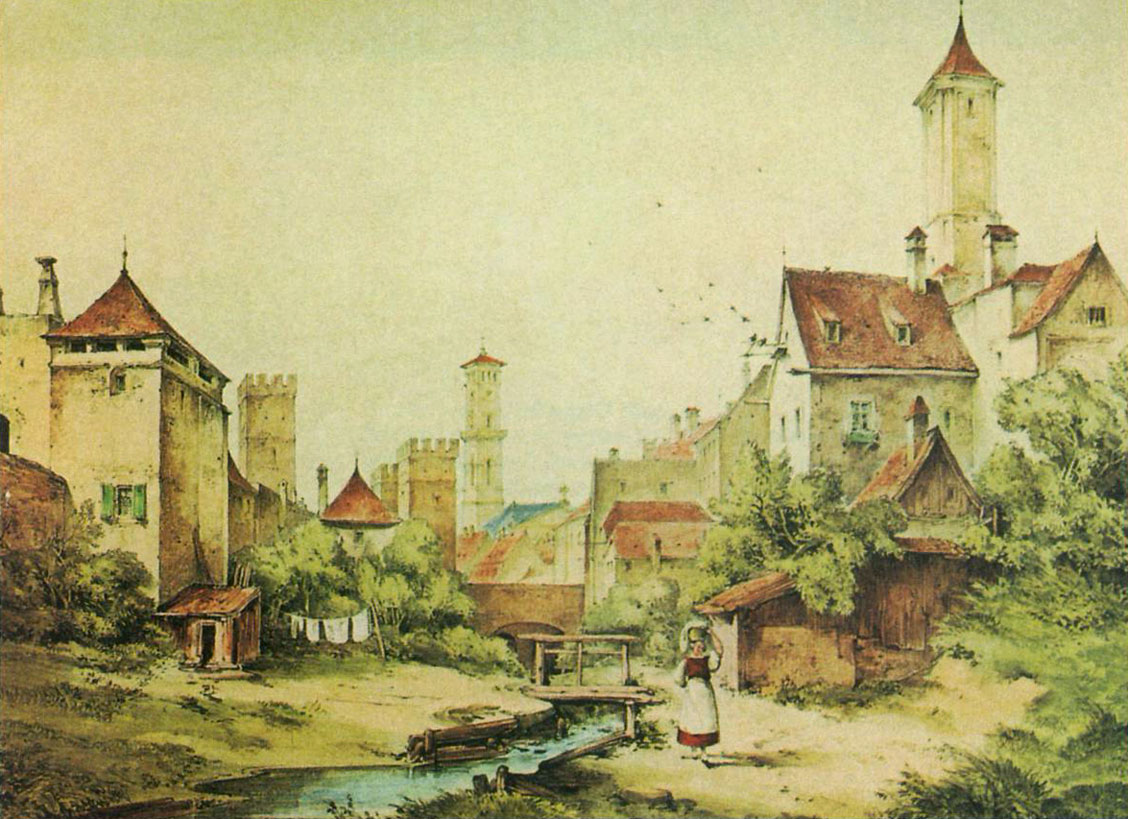
Brunnhaus am Neuhauser Tor, Gemälde von Albert Emil Kirchner, 1840

Ab dem 16. Jahrhundert wurden in München Brunnhäuser errichtet, bei denen das Trinkwasser in Wassertürme hochgepumpt wurde, wo es zunächst in kupfernen Behältern gesammelt wurde, um dann über Röhren verteilt zu werden. Durch die Aufbewahrung oben in dem Turm bekam das Wasser den für die Verteilung notwendigen Druck. Es wurden teils neue Türme als Wassertürme errichtet, teils wurden bestehende Türme der Stadtmauer in Wassertürme umgebaut, z. B. der Heyturm und der Katzenturm. Die Energie zum Antrieb der Wasserpumpen wurde über Wasserräder gewonnen, die in Bäche eingehängt waren.
Bei dem ersten Münchner Brunnhaus, das 1511 am Isarberg errichtet wurde, stammte die Energie zum Pumpen des Wassers noch aus dem Quellwasser selbst. Dadurch war die Fördermenge relativ klein. Bei dem 1554 errichteten Brunnhaus am Neuhauser Tor wurde die Wasserkraft des Westlichen Stadtgrabenbachs als Energiequelle verwendet. Auch andere Stadtbäche wurden zum Betreiben von Brunnhäusern verwendet, z. B. der Glockenbach und der Katzenbach. Für andere Brunnhäuser wurden eigene Kanäle gebaut, z. B. der Hofbrunnwerkkanal für das Hofbrunnwerk.
Während die ersten Brunnhäuser von der Stadt errichtet worden waren, errichtete der Hof 1561 ein eigenes Brunnhaus am Lilienberg, das seine Energie wie das erste städtische Brunnhaus aus dem Quellwasser selbst gewann. 1562 folgte dann das Hofbrunnwerk am Nordrand des Hofgartens, zu dem von dem Westlichen Stadtgrabenbach aus ein eigener Kanal führte, 1597 das Brunnhaus am Neudeck in der Au zur Versorgung des dort liegenden Schlosses, und 1660 das Brunnhaus im Brunnthal bei Haidhausen, dessen Wasser zur Versorgung des Herzogshofs über die Röhrenbrücke und den Abrechen über die Isar geführt wurde. Während die Brunnwerke des Hofs zunächst nur der Trinkwasserversorgung des Hofs selber dienten, ging man mit der Zunahme der Kapazitäten dazu über, das Wasser auch an Münchner Bürger zu verkaufen. So entstanden zwei unabhängige Wasserleitungsnetze. Versuche, beide Wasserversorgungssysteme zusammenzufassen, blieben erfolglos. Daher teilte man schließlich das Stadtgebiet auf: Die Hofbrunnhäuser versorgten die nördliche Hälfte der Stadt, die Stadtbrunnhäuser die südliche.
Der Stadtplan des Topographischen Bureaus von 1806 führt für die Wasserversorgung Münchens fünf Brunnhäuser der Stadt und sieben des Hofs auf, das Brunnhaus am Neudeck diente nur zur Versorgung der rechts der Isar gelegenen Vorstadt Au. Die Brunnhäuser von Schloss Nymphenburg dienten der Trinkwasserversorgung des Schlosses Nymphenburg und seiner Nebengebäude, der Wasserversorgung der Gärten und dem Betrieb der Springbrunnen im Schlosspark Nymphenburg. Im 19. Jahrhundert kamen weitere Brunnhäuser dazu, u. a. 1836 das städtische Brunnhaus auf der Kalkofeninsel zwischen Kleiner Isar und Auer Mühlbach, später Muffatbrunnwerk genannt, 1856 das Hofbrunnhaus am Pfisterbach. Beide erhielten später eine Dampfmaschine zur Erhöhung der Förderleistung. 1864 bis 1866 wurde das Pettenkoferbrunnhaus am Dreimühlenbach errichtet, das Trinkwasser besserer Qualität als die Brunnhäuser in der Altstadt lieferte. Trotz der steigenden Fördermenge waren noch 1885 weniger als die Hälfte der Einwohner Münchens an das Leitungsnetz angeschlossen, die anderen bezogen ihr Wasser weiter aus Brunnen.
Nach der Erschließung des Mangfalltals für die Trinkwasserversorgung Münchens verloren die Brunnhäuser ihre Bedeutung. Die meisten wurden Anfang der 1890er Jahre abgerissen. Nur das Pettenkoferbrunnhaus diente weiter der Wasserversorgung und belieferte den Schlachthof. Das Muffatbrunnhaus, das Brunnhaus am Katzenbach und das Brunnhaus am Jungfernturm wurden zu Kraftwerken umgebaut. Das Hofbrunnhaus speiste bis 1968 noch die Brunnen im Hofgarten und wurde dann stillgelegt, 1991 wurde es restauriert und erneut in Betrieb genommen. Die Pumpwerke im Grünen Brunnhaus und Johannisbrunnhaus betreiben heute noch die Fontänen im Schlosspark Nymphenburg und sind europaweit die ältesten technischen Anlagen mit seit ihrer Erbauung ständig arbeitenden Maschinen.

## Brunnhäuser
| Bild | Name                                                | Besitzer                                                                     | Lage                                                                       | angetrieben von            | Baujahr  | Betrieb bis | Abriss | Anmerkung                                                                                              |
| ---- | --------------------------------------------------- | ---------------------------------------------------------------------------- | -------------------------------------------------------------------------- | -------------------------- | -------- | ----------- | ------ | --- |
|      | Brunnhaus hinter dem Bruderhaus                     | Stadt                                                                        | Altstadt (Standort)                                                        | Westlicher Stadtgrabenbach | 1554?    |             |        | |
|      | Brunnhaus im Brunnthal                              | Hof                                                                          | Haidhausen, unterhalb des Maximilianeums (Standort)                        | Quellwasser                | 1660     | 1856        | 1859   | versorgte über die Röhrenbrücke und den Abrechen die Residenz                                          |
|      | Brunnhaus am Glockenbach                            | Stadt                                                                        | Altstadt, An der Hauptfeuerwache (Standort)                                | Glockenbach                | 1617     |             |        | mit dem Heyturm als Wasserturm                                                                         |
|      | Grünes Brunnhaus                                    | Hof                                                                          | Nymphenburg, Dörfchen im Schlosspark (Standort)                            | Nymphenburger Kanal        | 1720     | heute       | -      | betreibt die Fontäne im Gartenparterre des Schlossparks Nymphenburg                                    |
|      | Herzog-Max-Brunnhaus                                | Hof                                                                          | Altstadt (Standort)                                                        | Westlicher Stadtgrabenbach | vor 1716 |             |        | |
|      | Hirschgartenbrunnhaus                               | Hof                                                                          | Nymphenburg, Dörfchen im Schlosspark (Standort)                            | Nymphenburger Kanal        | 1817/18  | heute       | -      | diente der Wasserversorgung von Schloss Nymphenburg und des königlichen Hirschgartens                  |
|      | Brunnhaus am Hofgarten, Brunnhaus auf dem Plachfeld | Hof                                                                          | Altstadt, Nordseite des Hofgartens (Standort)                              | Hofbrunnwerkkanal          | 1562     | heute       | -      | |
|      | Brunnhaus auf dem Isarberg, Brunnhaus am Gasteig    | Stadt                                                                        | Au, am Gasteig (Standort)                                                  | Quellwasser                | 1511     | 1859        | 1859   | erstes Brunnhaus der Stadt                                                                             |
|      | Johannisbrunnhaus                                   | Hof                                                                          | Nymphenburg, Nordflügel des Schlosses (Standort)                           | Nymphenburger Kanal        | 1807/08  | heute       | -      | betreibt die Fontäne vor Schloss Nymphenburg                                                           |
|      | Brunnhaus am Jungfernturm                           | Hof                                                                          | Altstadt ()                                                                | Westlicher Stadtgrabenbach | 1684     |             |        | |
|      | Brunnhaus am Katzenbach                             | Stadt                                                                        | Altstadt, südlich der Einmündung Radlsteg / Westenrieder Straße (Standort) | Katzenbach (München)       | 1614     |             |        | mit dem Katzenturm als Wasserturm, nach der Stilllegung der Brunnhäuser als Kraftwerk genutzt          |
|      | Brunnhaus am Lilienberg                             | Hof                                                                          | Au, am Lilienberg (Standort)                                               | Quellwasser                | 1561     |             |        | erstes Brunnhaus des Hofs                                                                              |
|      | Muffatbrunnhaus, Brunnwerk auf der Kalkofeninsel    | Stadt                                                                        | Haidhausen (Standort)                                                      | Muffatbrunnhauskanal       | 1836     | 1883        | -      | ab 1860 durch eine Dampfmaschine betrieben, nach der Stilllegung der Brunnhäuser als Kraftwerk genutzt |
|      | Brunnhaus am Neudeck                                | Hof                                                                          | Au, am Neudeck (Standort)                                                  | Auer Mühlbach              | 1597     |             |        | lieferte Wasser vorwiegend für die Au                                                                  |
|      | Brunnhaus am Neuhauser Tor (bzw. am Karlstor)       | Stadt bis 1600 anschließend Hof Tausch gegen Brunnhaus hinter dem Bruderhaus | Altstadt (Standort)                                                        | Westlicher Stadtgrabenbach | 1554?    |             |        | |
|      | Brunnhaus an der Oberen Lände                       | Stadt                                                                        | Isarvorstadt, seitlich der Oberen Lände (Standort)                         | Mahlmühlbach               | 1707     | 1885        | 1885   | |
|      | Pettenkofer-Brunnhaus                               | Stadt                                                                        | Thalkirchen (Standort)                                                     | Pettenkofer-Brunnhauskanal | 1864–66  | 1921        | ≈1958  | versorgte nach allgemeiner Stilllegung der Brunnhäuser noch den Schlachthof                            |
|      | Brunnhaus am Pfisterbach                            | Hof                                                                          | Altstadt (Standort)                                                        | Pfisterbach                | 1856     |             |        | ab 1873 durch eine Dampfmaschine betrieben                                                             |
|      | Residenz-Brunnhaus                                  | Hof                                                                          | Altstadt, Nordseite der Münchner Residenz (Standort)                       | Westlicher Stadtgrabenbach | vor 1716 | 1845        | 1845   | 1716 erstmals als Brunnhaus am Jägerbichl in der Residenz erwähnt                                      |
|      | Schlachthof-Brunnhaus                               | Stadt                                                                        | Isarvorstadt ()                                                            | Dreimühlenbach             | 1877     |             |        | |